# Православний цвинтар у Верешині
Православний цвинтар у Верешині — православний некрополь у селі Верешин, розташованому у ґміні Мірче Грубешівського повіту Люблінського воєводства Польщі.

## Історія
Цвинтар розташований неподалік греко-католицької церкви (філія парафії в Вишнові), після ліквідації холмської єпархії перейшов під керівництво православної церкви. Остання церква в Верешині була розібрана під час ополячення в 1938 році.
Поховання відбувалися з початку XIX ст. та з початку виселення з Вересиня українського православного етносу (Виселення українців з Польщі до УРСР, операція «Вісла»). На цвинтарі збереглося близько тридцяти надгробків датованих кінцем XIX-першої половини XX століття. Найстаріший надгробок датується 1895 роком. На цвинтарі похована Марія Горська, одна з цивільних українських жертв так званого «кривавого весілля» у Верешині 12 лютого 1944 року. Після депортації українського населення кладовище було залишене. Відновлення кладовища відбулося в 2009 році в рамках молодіжної акції «Малі спогади великої історії». Тоді ж кладовище було знову освячено.
Кам'яні надгробки мають форму православного хреста або латинських постументів та стовпів, прикрашені акротеріями, тимпанонами або рослинними мотивами. Деякі з надгробків висічені в формі стовбурів дерев.На кладовищі росте понад 50 різних видів дерев (липа, береза, тополя, каштан, граб).

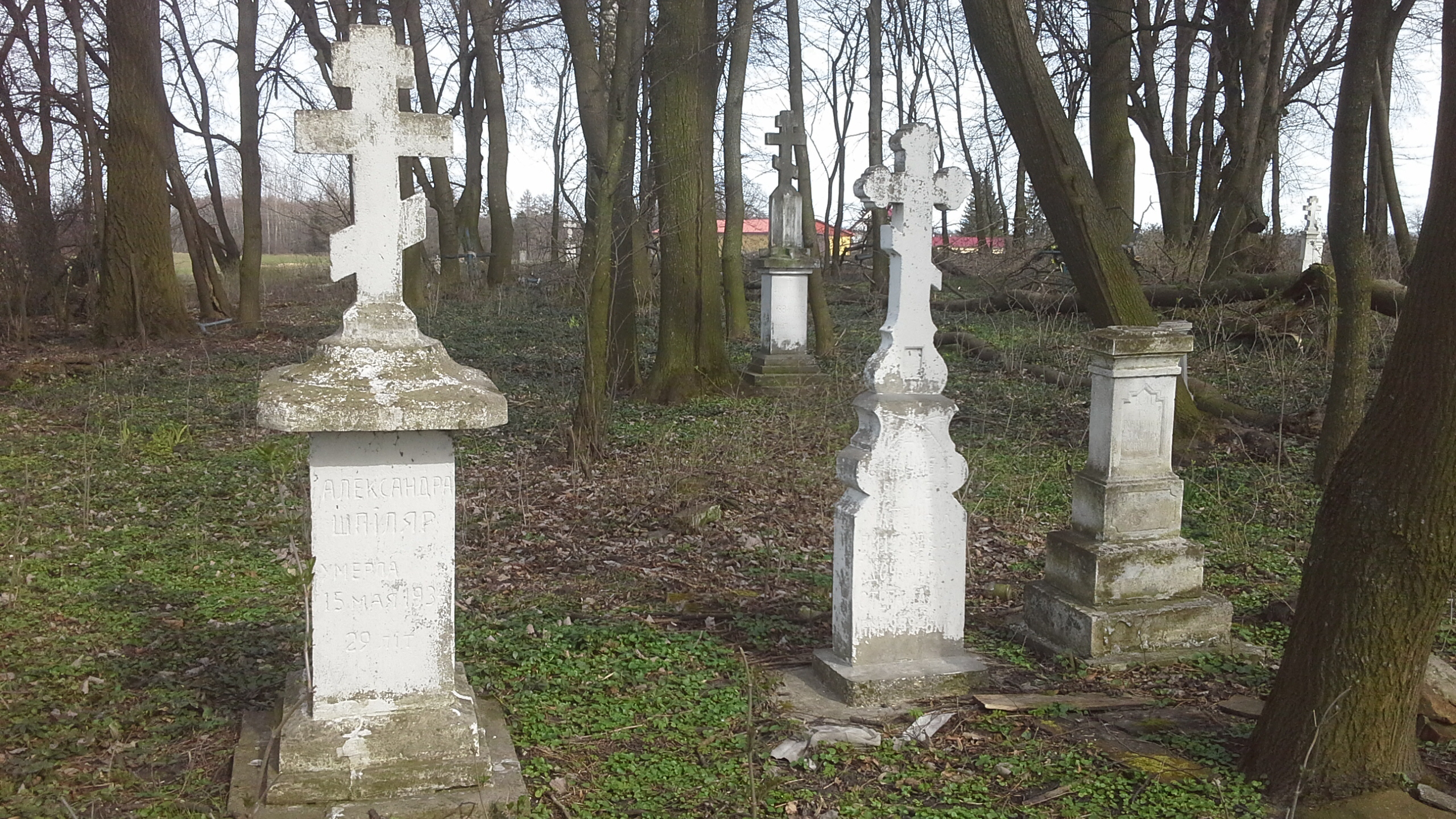
Надгробки міжвоєнного періоду
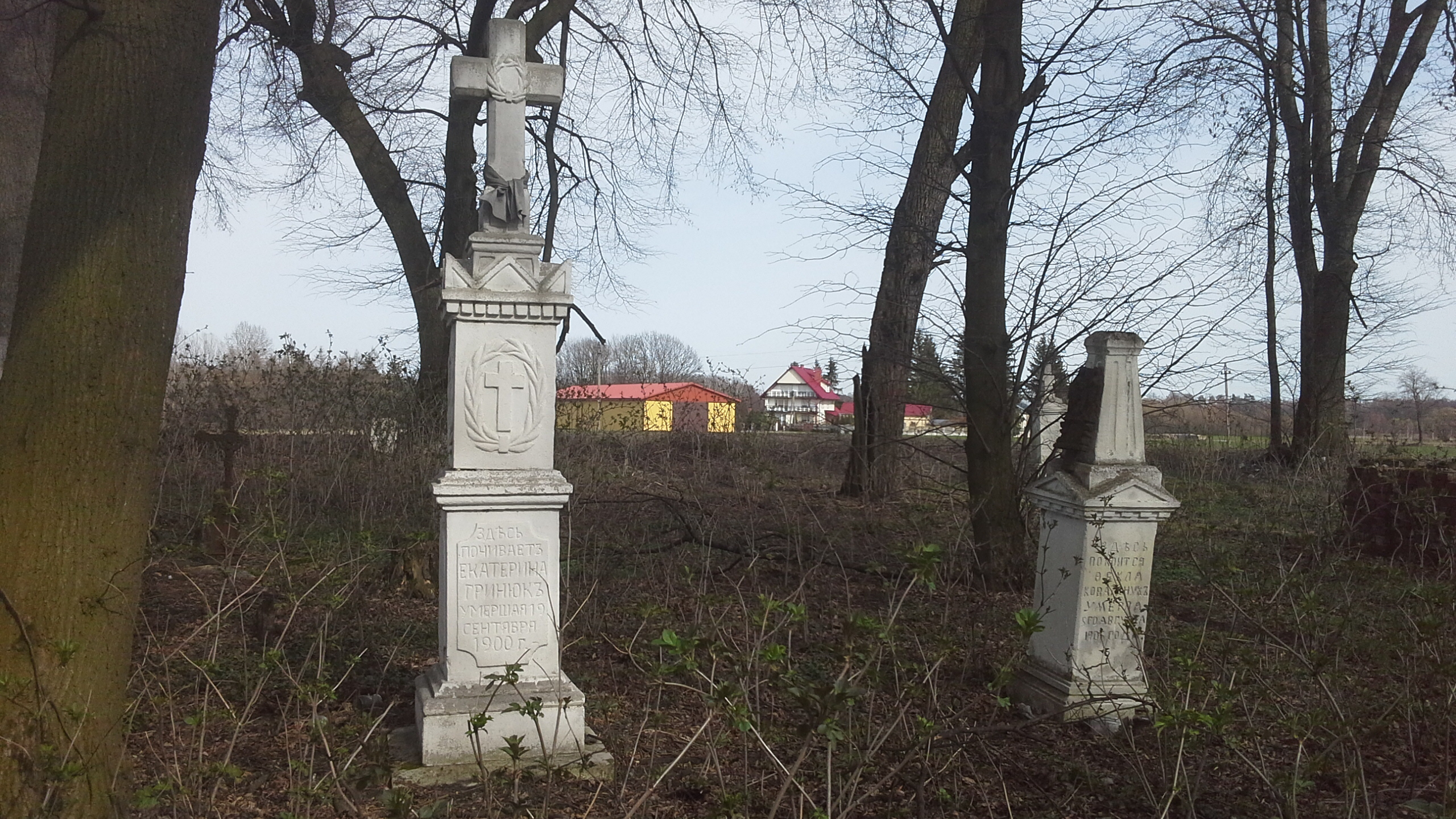
Надгробок Катерини Грюник 1900 р.
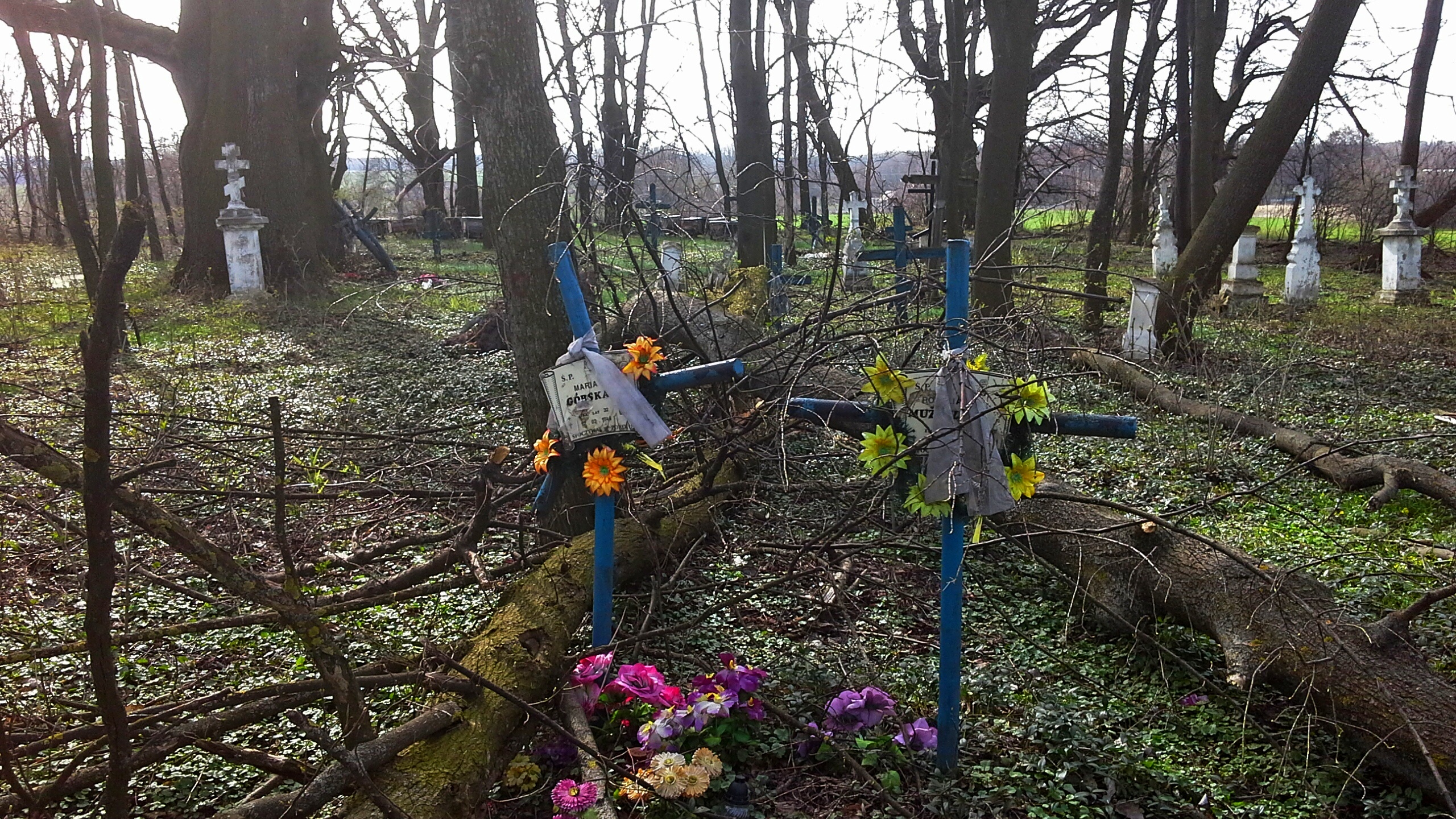
Могила вбитої 12 лютого 1944 Марії Горської
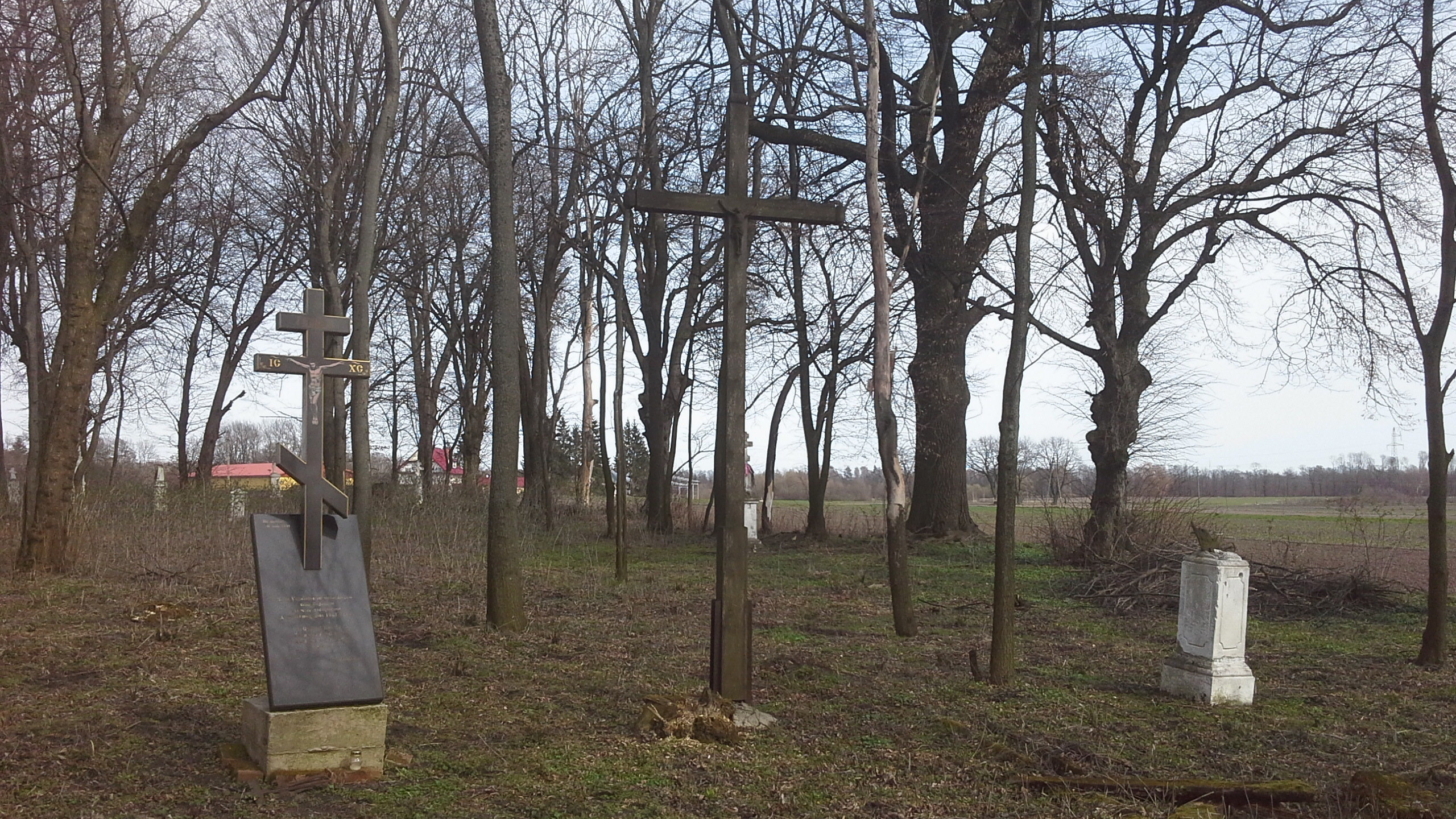
Пам'ятник померлих та вбитих українців в Верешині